# Гальего, Рикардо
Рика́рдо Галье́го Редо́ндо (исп. Ricardo Gallego Redondo; род. 8 февраля 1959, Мадрид) — испанский футболист, выступал на позиции полузащитника. Известен по выступлениям за мадридский «Реал». Имеет на своём счету 42 матча в составе национальной сборной.

## Карьера

### Клубная
Гальего — воспитанник кантеры мадридского «Реала». В 1977 году Рикардо стали допускать до игр второй команды, а в 1980 он дебютировал и в основной. Уже в своём первом сезоне 21-летний футболист провёл 26 матчей. Гальего выступал за «Реал» на протяжении 9 сезонов, проведя 250 матчей в Примере. 4 раза он выигрывал чемпионат Испании, 2 раза Кубок Испании и Кубок УЕФА.
В 1989 году Гальего покинул «Реал», перейдя в итальянский клуб «Удинезе», где провёл один сезон. Рикардо сыграл 30 матчей за «Удинезе», но не сумел помочь своей команде остаться в Серии А. Доигрывать он вернулся в Испанию, в «Райо Вальекано», где и закончил карьеру.

### Международная
Гальего играл за молодёжные сборные Испании до 20 и 21 года. 24 февраля 1982 года он дебютировал во взрослой сборной в матче с командой Шотландии — Рикардо заменил Виктора Муньоса и уже в своей первой игре открыл счёт голам за сборную (3:0).
На счету Гальего 42 матча в составе сборной. Вместе с ней Рикардо участвовал в 2-х чемпионатах мира (1982, 1986) и 2-х чемпионатах Европы (1984, 1988).

## Вне профессионального футбола
После завершения карьеры игрока работал в структуре своего последнего клуба — «Райо Вальекано».
Комментирует матчи «Реала» и сборной Испании на радиостанции Onda Cero.

## Достижения

### Командные
«Реал Мадрид»
- Чемпион Испании: 1986, 1987, 1988, 1989
- Обладатель Кубка Испании: 1982, 1989
- Обладатель Суперкубка Испании: 1988
- Обладатель Кубка УЕФА: 1985, 1986